# Ja roždena dlja ljubvi
Ja roždena dlja ljubvi (in russo Я рождена для любви?) è il primo EP della cantante ucraina Vjerka Serdjučka, pubblicato il 30 marzo 1998 dalla Nova Records.

## Tracce
Testi e musiche di Andrij Danylko.
Lato A
1. Po čut'-čut' – 5:34
2. Semejka – 19:57

Durata totale: 25:31
Lato B
1. Ja roždena dlja ljubvi – 5:14
2. Abrikosy – 4:11
3. Ach, mamočka – 3:47
4. Prosto Vera – 3:54

Durata totale: 17:06